# Casa Navàs
La Casa Navàs  (en catalan), ou maison Navàs, est l'un des bâtiments les plus importants du modernisme catalan de la ville de Reus. Il  a été conçu par l'architecte barcelonais Domènech i Montaner et construit entre 1901 et 1908, sur commande de Joaquin Navàs. Les meilleurs artisans de l'époque et les collaborateurs de Domènech i Muntaner prirent part à sa réalisation, notamment Gaspar Homar, Alfonso Juyol, Antoni Rigalt ou Lluis Bru.
Contrairement à d'autres œuvres modernistes contemporaines telles que la casa Lleó Morera du même architecte et de même style, celle-ci n'a pas subi de transformation ultérieure et conserve sa décoration et le mobilier d'origine, tels que conçus leurs auteurs. Au-delà de son architecture moderniste, le bâtiment est un témoin fidèle de la société, de la culture et de l'économie de l'époque.
Il est situé à l'angle de la place Mercadal et de la rue de Jésus, à proximité de la rue Mayor.

## Histoire

### Les propriétaires
Joaquin Navàs i Padro (Reus, 25 avril 1851 - Barcelone, août 6, 1915)  31 et familièrement connu comme «M. Quimet» fut un ami d'enfance d' Eduard Toda et de Gaudi . Sa famille était originaire de Cabacés où son grand-père Joseph Navàs Margarit avait une petite boutique . Son père, Domingo Joaquim Navàs (Cornudella de Montsant, 1822 - Reus, 1880), déménagea à Reus très jeune pour y être charretier, transportant du textile entre les villages de la région. Il ouvrit une boutique 8 rue Monterols. Il eut deux enfants: Elvira (Reus, 1848-1914) et Joaquin Navàs Padro .

## Construction

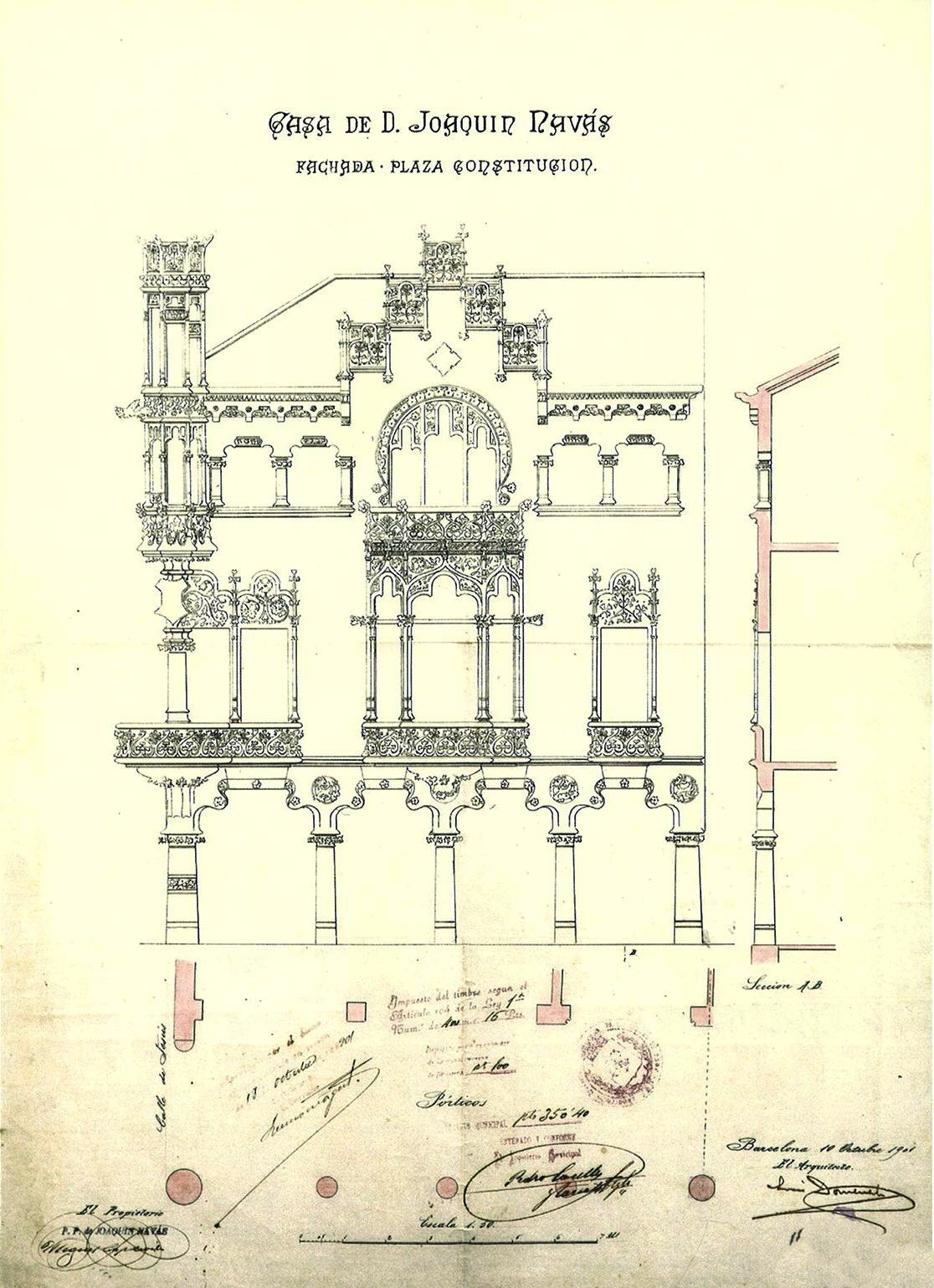
Projet d'origine où on peut voir les parties détruites en 1938.

Le bâtiment dispose de deux sous-sols, d'un rez-de-chaussée et de deux étages, d'une façade en pierre. Sa structure s'insère dans la continuité des arcades des bâtiments du reste de la place. Dans son cas, il se compose de cinq colonnes portant quatre arches se terminant en chapiteaux lobés aux décors floraux. Le rez-de-chaussée, où se trouve l'ancien magasin de textile, est de forme rectangulaire et donne sur la place Mercadal par la façade principale.

### Le projet
Le bâtiment fait partie de la première étape de l'architecte, où survivent des éléments architecturaux académiques, avec une  influence d'Eugène Viollet-le-Duc mais on identifie également des éléments qui furent développés ultérieurement durant sa plénitude moderniste. On note l'adaptation de la décoration florale pour en faire le vocabulaire de base, à la fois dans la définition formelle extérieure et  jusqu'au cœur de la maison. Celui-ci est renforcé par l'utilisation de la lumière naturelle (latérale ou zénithale) modulée par des vitraux. Cependant, le plus important est la continuité conceptuelle fonctionnelle entre l'architecture, les ornements, la décoration et le mobilier, pour obtenir une conception globale propre aux grands architectes du modernistes

Domenech utilisa un langage d'inspiration médiévale, se référant au gothique catalan lié par sentiment nostalgique patriotique qu'Bohigas décrivit comme 

« le retour à la personnalité propre, à la récupération de la splendeur passée et à l'intégration dans le courant, qui depuis  Morris  et les préraphaélites, arrive aux produits décoratifs de l'Art nouveau »

En raison des limites du terrain et de l'importance du magasin dans les priorités des propriétaires, Domenech dut dédier tout l'espace pour la boutique et l'entrepôt et sacrifier le classique jardin qu'avaient toutes les maisons familiales bourgeoises .

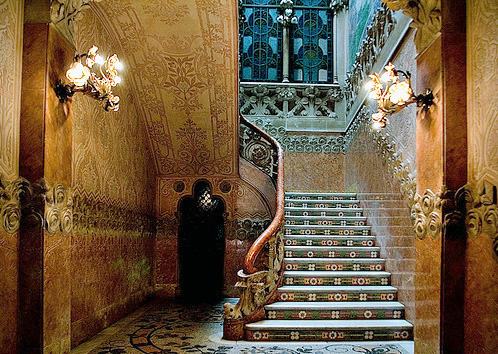
Entrée principale avec marbre de Alfonso Juyol et mosaïques de Lluís Bru.

Deux patios déterminent le volume de l'édifice et apportent la lumière naturelle dans les parties intérieures. L'un d'eux, le jardin interne, accueille la cage d'escalier ; il est rempli de fleurs en émail et sculptées. L'autre se trouve au fond de la propriété et est découvert. Il sert de zone tampon avec la maison voisine en plus d’apporter la lumière dans les chambres postérieures des étages supérieurs et de la lumière naturelle au fond de la boutique Les étages sont clairs et pensés pour la fonctionnalité des espaces. La fluidité visuelle est liée à la fluidité de la circulation et permet de capter les différentes séquences spatiales de l'étage. Domènech créa une distribution qui est un modèle de simplicité et attribua une définition claire aux ambiances des différentes salles.
Selon Joaquim Blasco, « La casa Navàs est faite  pour commémorer la venue des Catalans  de Salou à Majorque. Toute la maison fait penser à un bateau : en haut, sur la girouette se trouvait un  bateau, où étaient les Catalans qui s’embarquèrent, et tout au tour, il y a les histoires des Catalans de par la Méditerranée » Nonobstant, la décoration a une aire de « jardin pétrifié » tentative de faire vivre un jardin inexistant.

### Façades
La façade s’intègre à la trame urbaine suivant le tracé arcades du reste des édifices de la place, mais rompt la typologie stylistique par l'incorporation d'une décoration généreuse notamment sur la tour et le fronton à niveaux aujourd'hui disparu.
La façade fut entièrement réalisée en pierres naturelles. Celles originaires de Montblanc sont plus dures et forment les parties basses. Le reste provient de Vinaixa avec des pierre plus malléables

Après la destruction de 1938, un petit projet de restauration incorpora des pierres artificielles sur la façade au lieu des pierres naturelles de Vinaixa. On ne restaura pas non plus certains éléments décoratifs lors de la reconstruction du balcon. 
Le premier étage est l'étage noble, résidence des Navàs. La façade présente une décoration moderniste d'inspiration néo-gothique très riche, avec une tribune au centre et, à l'angle de la rue Jésus, un balcon arrondi avec donnant sur les deux façades. L'angle entre ces deux façades est chanfreiné. Au milieu du balcon, sur l'arête de l'angle formé par les deux façades, se trouve un pilier porteur décoré d'un blason et de la lettre « n » au centre en référence au nom du propriétaire. La rambarde est à motifs floraux et sur les portes de sortie du balcon se trouvent des tympans à trois lobes très décorés et flanqués par des pinacles gothique flamboyant adossés au mur. La décoration de la tribune reprend sur la partie basse de la galerie le schéma floral du balcon. Les arêtes de formes semi-hexagonales sont formées par de fins piliers doubles terminés par des chapiteaux décorés par des figures zoomorphes. Chacun des trois côtés est doublé  par un arc gothique en trèfle sur lesquels s'appuie un tympan avec deux têtes humaines sculptées se regardant l'une l'autre.  Au-dessus de la tribune se trouve un balcon - au second étage - avec un seuil en pierre très baroque. Au même étage se trouvent  deux grandes fenêtres, une sur chaque façade, avec une riche décoration similaire aux ouvertures du balcon. 
Le façade latérale, sur la rue Jésus, possède un premier bloc qui fait partie du corps principal de l'édifice et un second superposés avec un arc outrepassé d'inspiration islamique qui détermine le patio et la hauteur du premier étage. Cette terrasse à trois arcs outrepassés qui avait été fermés par des vitraux détruits lors du bombardement de 1938. Au rez-de-chaussée montre, intercalés uniformément entre les carrelages, des  pièces en pierre taillées en forme de diamant

### Boutique
L'architecte conçut le rez-de-chaussée comme un espace diaphane de 35 mètres de long  par 12 de large. C'est un espace fonctionnel, dynamique et public, pensé pour le commerce. L'entrée se fait par la façade principale qui donne également sur la cage d'escalier de l'étage noble de 4 mètres de large par 13 de profondeur. À l'intérieur se trouvent seulement 6 piliers de fonte, décorés avec des motifs floraux modernistes sur les chapiteaux. Ils mesurent de 4,25 mètres de hauteur et 16 cm de diamètre et soutiennent un réseau de poutres combinées avec linteaux de fer et des voûtes de brique.

### Escalier principal
L’accès aux étages supérieurs se fait depuis le porche, sur le côté droit de le façade, au moyen de  l'escalier principal. Une porte de double battant de bois et à décoration moderniste conduit à un espace divisé  par une double porte de verre et derrière laquelle se trouve un espace allongé qui conduit à l'escalier.

### Étage noble
Le salon est la pièce centrale du premier étage et possède des fonctions de distribution entre les différentes salles et ambiances – de repos, de services et des domestiques – qui sans interférer restent interconnectés spatialement  par la hauteur double de cette pièce, produisant une sensation de continuité et d'unité. Le jeu de transparences, de lumière, de couleur et les décorations prises par cette salle est l'un des principaux apports de Domènech.

### Second étage
Au second étage, les fenêtres ont  une structure qui réplique les arcades du rez-de-chaussée : colonnes avec chapiteaux floraux et arcs lobés, mais à une échelle réduite. Les fenêtres forment une série continue, faisant écho à la galerie, qui n'est interrompue que par une grande fenêtre en arc brisé qui donne sur la tribune du premier étage et  par un petit balcon hexagonal avec un seuil fleuri fait en pierre. Sur ce dernier se trouvait une tour qui occupait le sommet de l'angle entre les deux façades et qui fut détruit lors du bombardement du 26 mars 1938 durant la Guerre civile. Il n'a pas été restauré. La partie la plus haute de la façade est couverte par un avant-toit profusément décoré. Le second étage était destiné à loger le personnel de service et de la boutique.
Le second étage fut conçu pour le personnel de service et les employés de la boutique, mais finalement les employés finirent par dormir sur le comptoir de la boutique, et, au second étage, le propriétaire installa une salle de musique avec une décoration moins luxueuse

## Artisans
La riche décoration d'aspect paradisiaque est ornée d'orangers, de lilas, de roses, de tournesols, d’anémones, de gardénias, de pivoines, d’hortensias et d'autres espèces réelles et fictives est faite en vitraux, mosaïques, céramique, fer forgé, marbre, marqueterie que l'on peut voir au sol, sur les murs, les plafonds, les luminaires et les meubles.
Pere Monné fut le maître d’œuvre. Il construisit un bâtiment à l'autre extrémité de le rue Jésus.
Les marbres des escaliers et toutes les sculptures furent réalisées par Alfons Juyol i Bach, suivant les indications d'Eusebi Arnau ; Les stucs et les peintures murales par Tomàs Bergadà et les fers forgés furent l’œuvre de Martí, de Vilaseca. Le mobilier est celle de Gaspaire Homar se chargea de la décoration intérieure, concevant luminaires de laiton, les garde-robes, les rambardes de bois, les chaises, etc. aussi dessinant les motifs des vitraux faits à l'atelier de Jeroni Ferran grandell et Manresa. Les mosaïques furent réalisés à l'atelier de Lluís Brú, ainsi que certaines grilles en céramiques produites par la fabrique Pujol i Bausis]. Les autres carrelages sont de l'artiste local Hipòlit Montseny (grand-père d'l'Hipòlit Montseny régisseur de la mairie de Reus au commencement du XXIe siècle).
Le Casa Navàs est un exemple unique qui conserve pratiquement tous les éléments tels qu'ils furent pensés lors de la construction : les luminaires, le mobilier, les tapisseries broderies, le linge de maison, les damas des balcons pour les jours de fête, les stores, les tissus de soie aux murs.

### Vitraux
La maison possède plus de 200 mètres carrés de vitraux entre cloisons, fenêtres et claires-voies. 
Les vitraux de la claire-voie de l'escalier détruits avec par une bombe en 1938, furent récupérés en 1990 grâce à la ténacité de Maria Font i de Rubinat et au travail de l'Escole Taller Mas Carandell sous la direction de Carme Fernàndez.

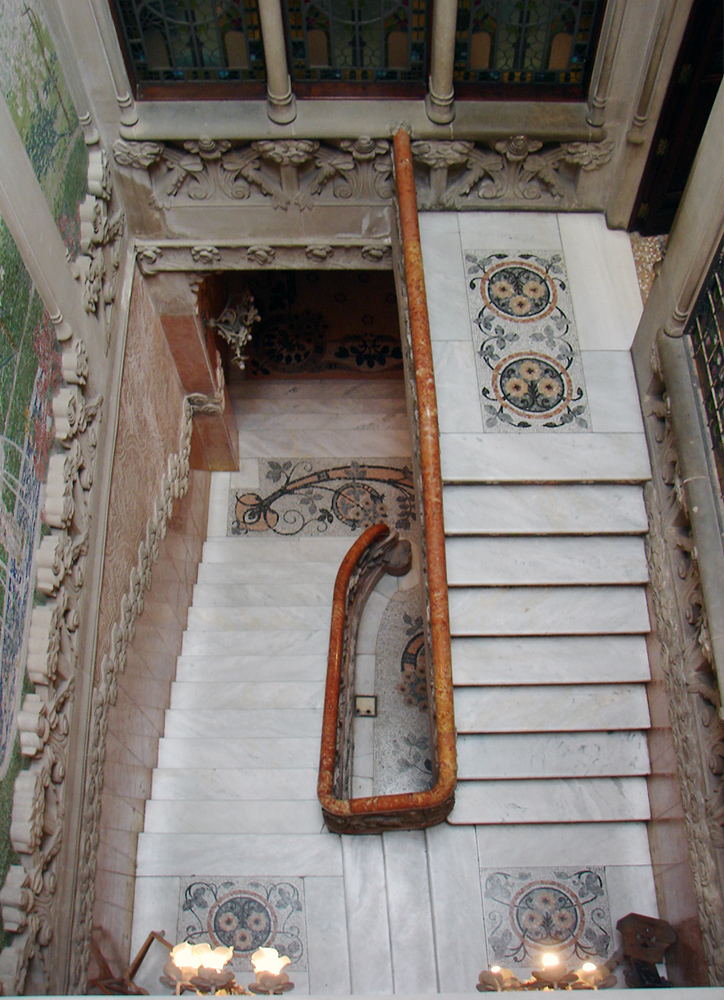
escalier principal
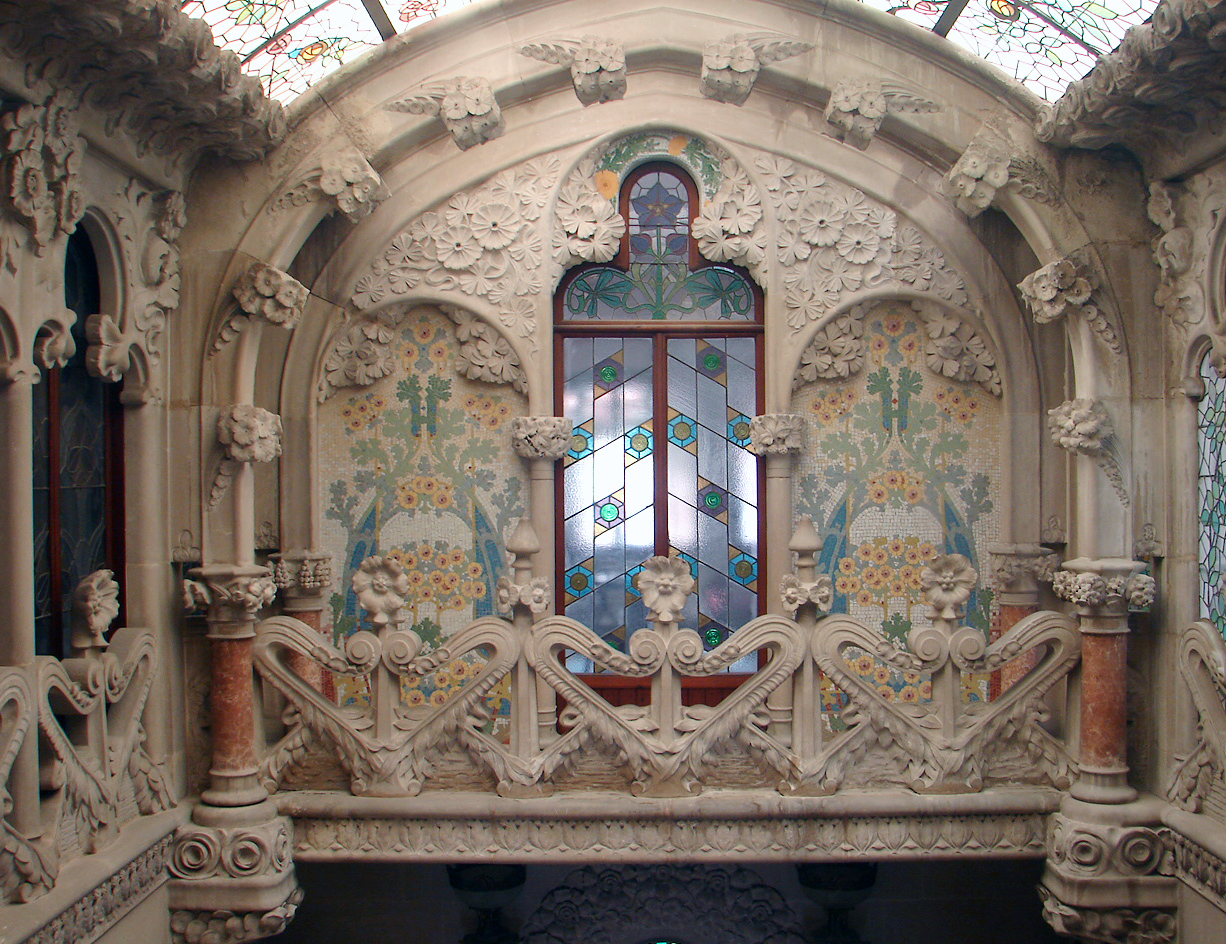
Salon et étage supérieur
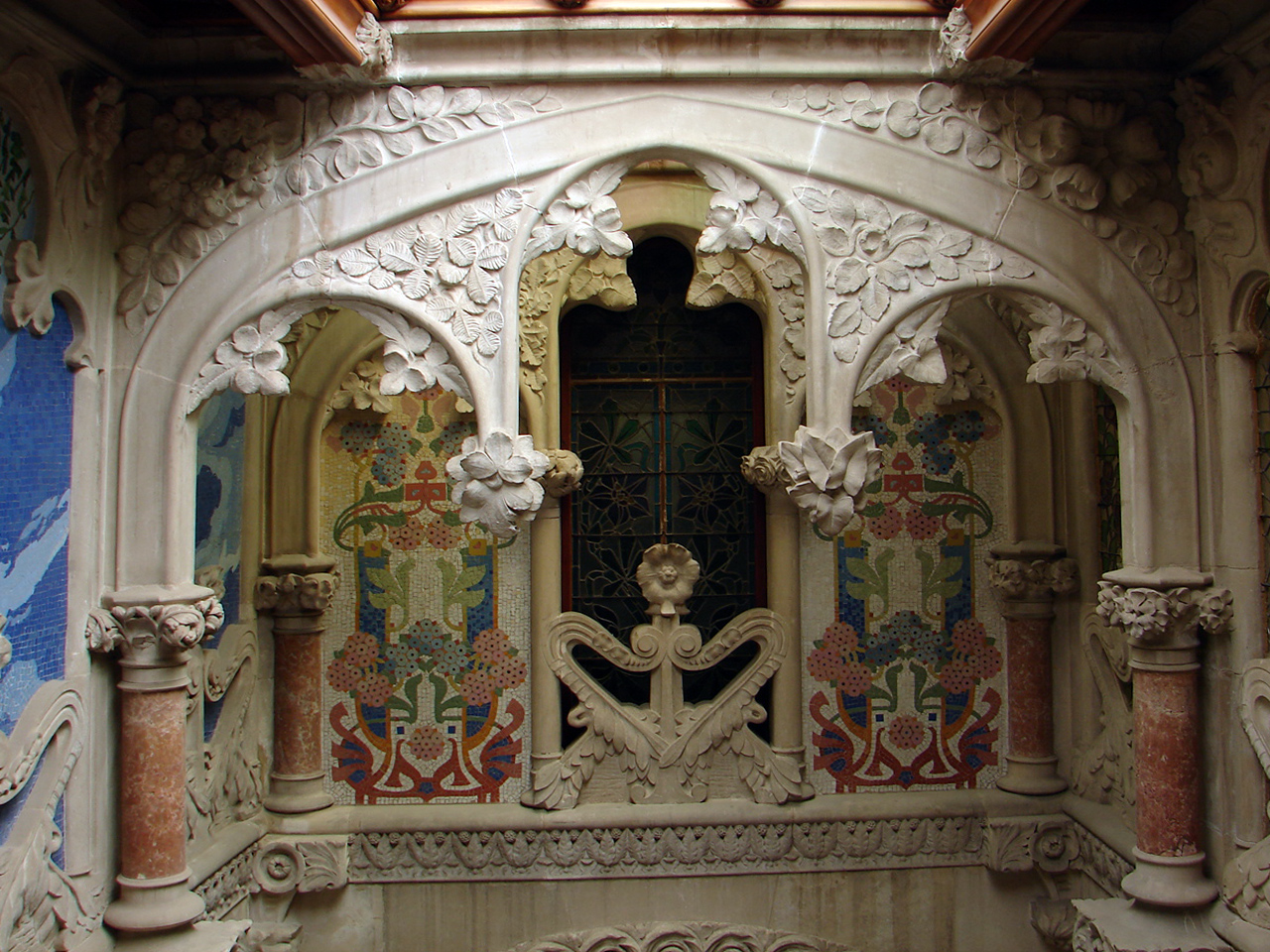
Salon. étage supérieur
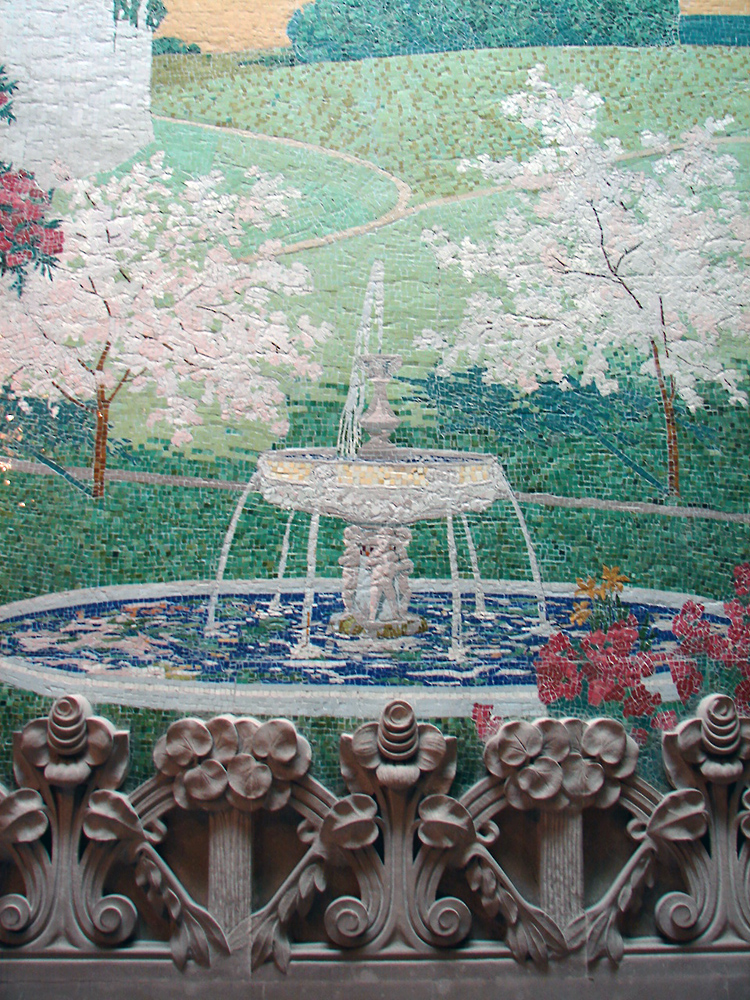
mosaïques de l'escalier principal
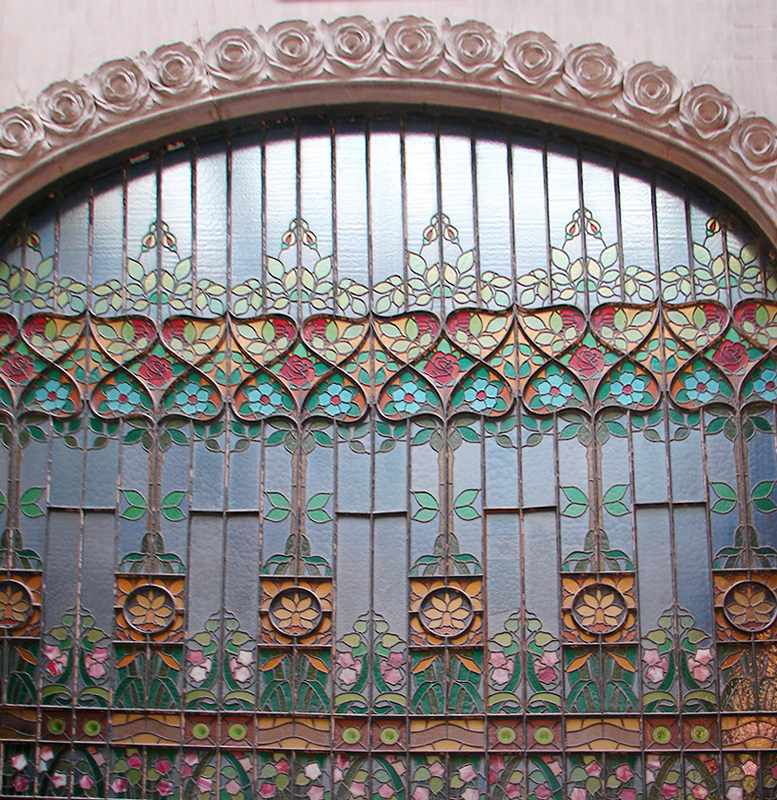
Mur de vitraux  depuis l'escalier
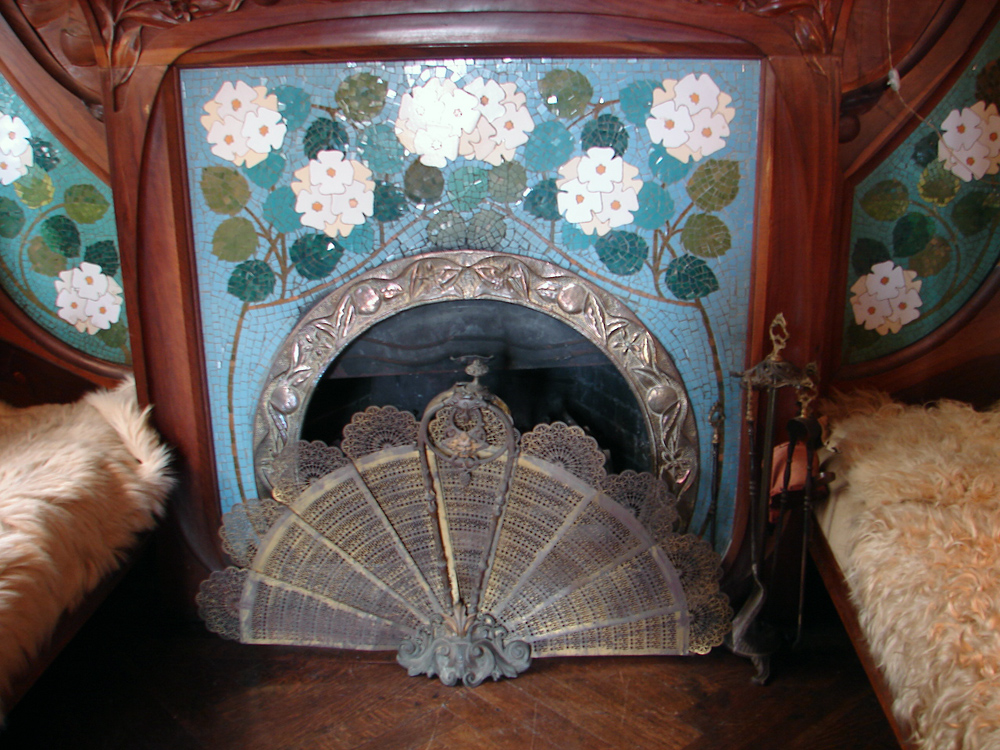
Cheminée et sièges
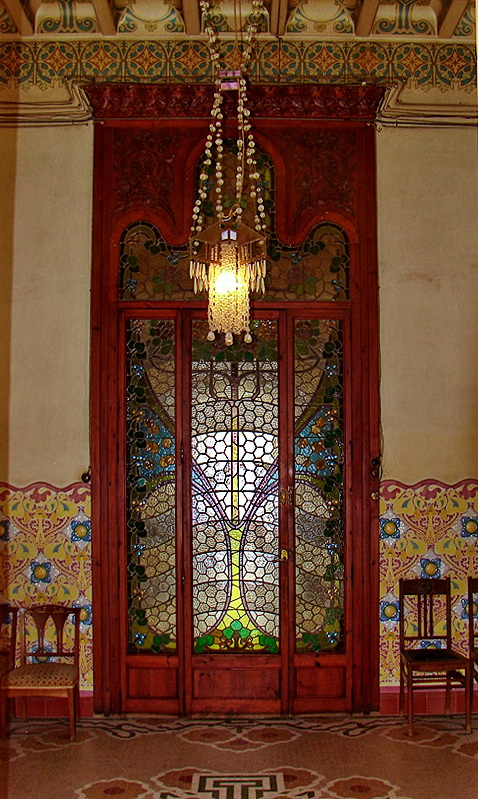
Porte vitrée et rambardes céramiques
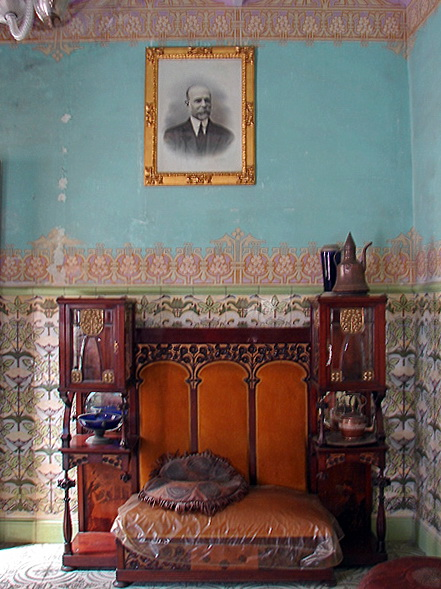
mobilier de Gaspar Homar. Au fonds rambarde Fleur de saule.
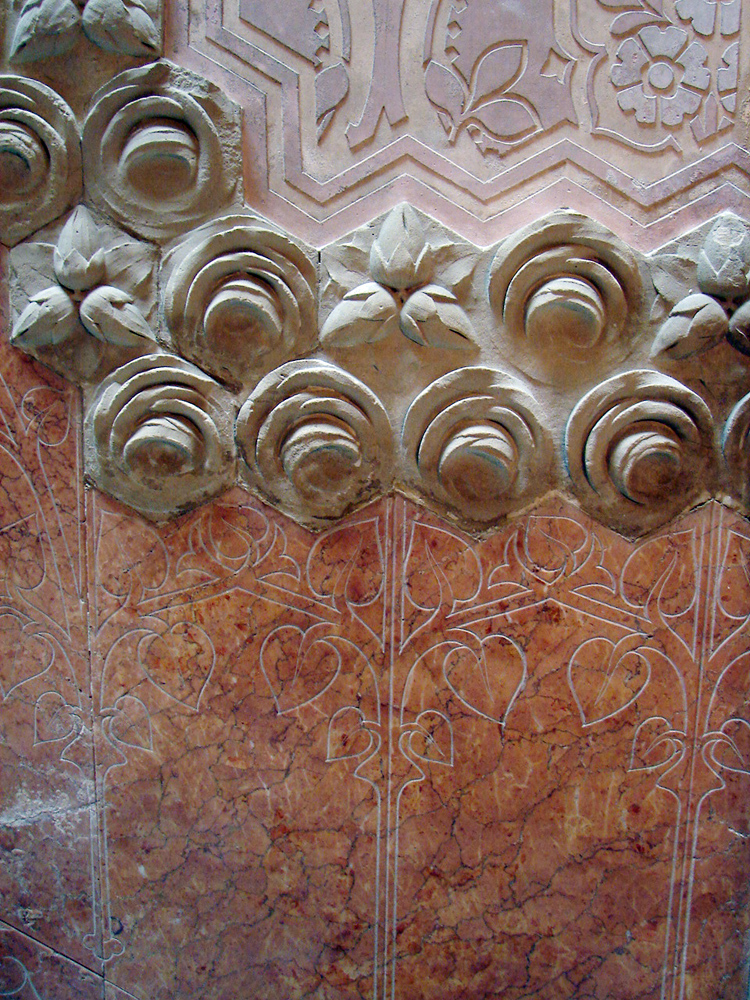
Marbre et pierre à la rambarde de l'escalier
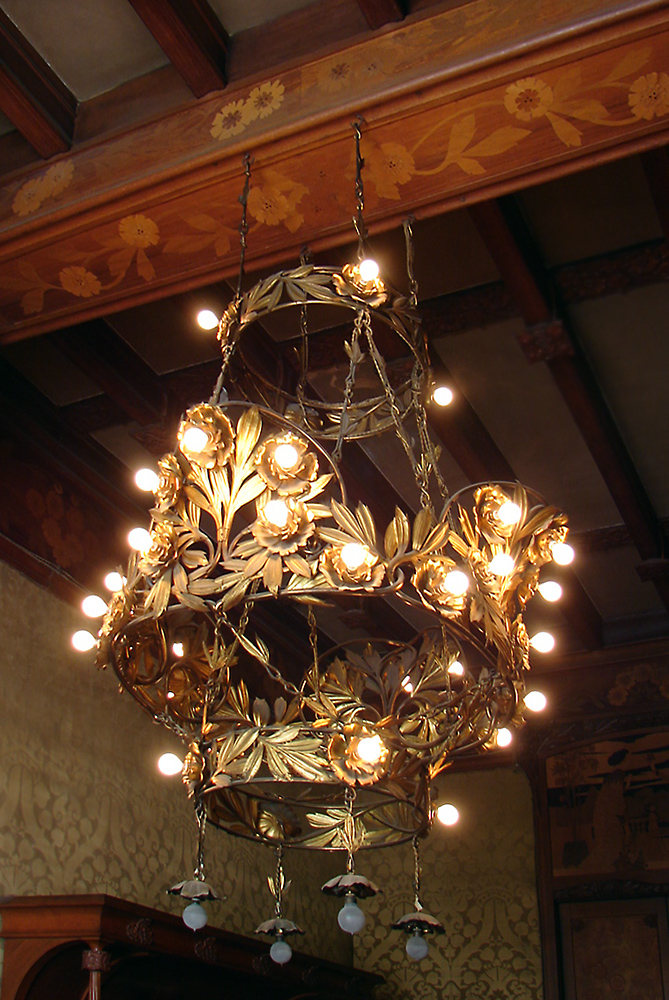
luminaire conçu par Gaspar Homar